# Vytis (Polizei)
Das Team der öffentlichen litauischen Polizei „Vytis“ (lit. Lietuvos viešosios policijos rinktinė „Vytis“) ist eine spezialisierte Einheit der litauischen Polizei. Die Polizeibehörde schützt die ausländischen diplomatischen Missionen  in Litauen und die litauischen diplomatischen und konsularischen Vertretungen im Ausland. „Vytis“ wurde  am 12. Januar 1993  vom Innenministerium gegründet. Es gibt 281 Polizeibeamte. Man sorgt für den Schutz von 76 Objekten in Litauen, 72 davon diplomatische Missionen und die konsularischen Räumlichkeiten,  vier sind andere Objekte (Innenministerium Litauens, Polizeidepartement am Innenministerium Litauens, Außenministerium Litauens, Gästehaus der Kanzlei der litauischen Regierung).
Der Sitz befindet sich in Visoriai (Visorių g. 27A), Vilnius.

## Leitung
- 1993–1997: Erikas Kaliačius
- 1997–2002: Česlovas Jasiulionis
- seit  2002:  Saulius Gagas